# 아서 옹켄 러브조이
아서 옹켄 러브조이(영어: Arthur Oncken Lovejoy, 1873년 10월 10일~1962년 12월 30일)는 미국의 철학자, 역사가이다. 캘리포니아 대학교 버클리와 하버드 대학교에서 수학하고 존스 홉킨스 대학교 등지에서 교편을 잡았다. 
대표 저서인 《존재의 대연쇄》에서 관념사라는 용어를 처음 사용하여 미국 사상사에 큰 영향을 미쳤다. 1932년에 미국철학학회 회원이 되었고 1940년에 학술지 《관념사 저널》을 창간했다.